# Chapeaumelon
Cet article possède un paronyme, voir Chapeau melon.
Chapeaumelon est un groupe de musique rock québécois formé en 2001, essentiellement connu pour leur reprise en français de "My Generation" des Who et pour leur composition Sofa (Nonchalant) qui se retrouve sur la trame sonore du film hollywoodien Eurotrip.

## Formation
- Charles Boyer : guitare, chant (2001-2012)
- Tarik Akbik : basse (2007-2012)
- Fredéric Tessier : batterie (2007-2012)

Ancien membres
- François Thériault : guitare, chant (2001-2008)
- Jean-Pierre Décarie : batterie, chant (2001-2007)
- Sylvain Larose : basse, chant (2003-2006)
- Francis Lareau : basse, chant (2001-2003)

## Histoire
En 2001, seulement quelques mois après la création du groupe, Chapeaumelon gagne déjà le prix Coup de cœur au Festival International de la chanson de Granby. En 2002, les garçons grimpent sur les planches lors des FrancoFolies de Montréal pour une deuxième année consécutive, performance qui leur mérita le prix Coup de cœur de l’année.
Le groupe est très rapidement pris en main par Jacques Dion et par Michel Trudel, ces derniers leur permettant de réaliser fin octobre 2002 leur tout premier album aux prestigieux Studios Piccolo (Daniel Bélanger, Céline Dion, Diane Dufresne,Jean-Pierre Ferland, Simple Plan, Smashing Pumpkins,…). À noter que sur ce même album le batteur Dominique Messier (batteur de Céline Dion) réalisa quelques pièces. Ils se font de plus appuyés par le groupe spectacle Gillett qui leur donna la chance de faire une tournée au Québec et en Ontario.
Leurs chansons grimpent vite les palmarès autant au Québec qu’en Ontario et même au Nouveau-Brunswick. Le premier vidéoclip de la formation sera le succès "L’acheteur" qui remporta en 2002 le prix du meilleur vidéoclip francophone dans l’émission "French Kiss" diffusée sur les ondes de Much Music. David Lahaye signa la direction artistique de cette vidéo ainsi que celle de la chanson "Nonchalant" . L’album se vit classé parmi le top 10 des meilleurs albums québécois selon le Journal Le Devoir en 2003.
Par la suite, Chapeaumelon reçut l’honneur de se faire nommer comme l'une des 10 personnalités québécoises de l’année par l'émission "Les Incontournables" diffusée sur les ondes de TVA. En plus d’avoir été entendus dans des séries telles que Las Vegas, Scooby Doo et Ghost Whisperer, ils ont la chance de monter sur scène en première partie de nombreux artistes de renom ( Blue Rodeo, The Tea Party,Sylvain Cossette…).
Chapeaumelon a été invité à chanter la chanson « Victoire » tiré de leur 1er album au lancement de l’album de Céline Dion 1 fille & 4 types à Las Vegas en 2003.
C’est en 2004 que Chapeaumelon voit deux de leurs chansons se retrouver dans la trame sonore du film américain Eurotrip mais avec avant tout "Ma génération", version française du classique "My Generation" de The Who, choisie comme chanson pour le générique d'ouverture.
Après 3 années d’absence de la scène, la formation Chapeaumelon revient en force avec une nouvelle section rythmique : Tarik Akbik à la basse et Fredéric Tessier à la batterie. Elle gagne le concours Festirock de Richmond en mars 2008. Par la suite, Chapeaumelon s'est produit à la fête du Canada à Sherbrooke en première partie de Jonas. Puis le groupe a lancé son nouvel album auto produit Bonjour Bonsoir pendant le festival des FrancoFolies de Montréal et a d'ailleurs joué à cette occasion dans le cadre des révélations. Après avoir gagné le concours du festival de Belœil, le groupe assure la première partie d'Offenbach le 6 août 2008.
La chanson « Mademoiselle Éphémère » s'est retrouvée dans la saison 3 (épisode 19) de la série télévisée Laguna Beach : The Hills, diffusée sur la chaîne MTV. L'épisode a d'ailleurs battu des records en cotes d'écoute, puisque plus de 4,7 millions de personnes, aux États-Unis seulement, ont regardé cet épisode.
L'année 2009, Chapeaumelon, maintenant en trio, participe au Défi Bolivie 2010, née de l’initiative d’un groupe de jeunes professionnels œuvrant à l’Hôpital Sainte-Justine et son Centre de Recherche, afin de poser un geste important dans le combat des maladies infantiles.